# Saison 11 de NCIS : Los Angeles
 (mai 2020).
Si vous disposez d'ouvrages ou d'articles de référence ou si vous connaissez des sites web de qualité traitant du thème abordé ici, merci de compléter l'article en donnant les références utiles à sa vérifiabilité et en les liant à la section « Notes et références ».
Chronologie
Saison 10 Saison 12
Cet article présente le guide des épisodes de la onzième saison de la série télévisée américaine NCIS : Los Angeles.

## Généralités
Aux États-Unis et au Canada, cette saison est diffusée du 29 septembre 2019 au 26 avril 2020 sur le réseau CBS et Global.

## Distribution

### Acteurs principaux
- Chris O'Donnell (VF : Jean-Philippe Puymartin) : Agent Spécial G. Callen (né Grisha Alexandrovich Nikolaev)
- LL Cool J (VF : Sidney Kotto) : Agent Spécial Sam Hanna
- Daniela Ruah (VF : Laëtitia Lefebvre) : Agent Spécial Kensi Blye
- Eric Christian Olsen (VF : Axel Kiener) : Lieutenant Marty Deeks
- Linda Hunt (VF : Marie-Martine) : Henrietta « Hetty » Lange
- Barrett Foa (VF : Olivier Jankovic) : Eric Beale
- Renée Felice Smith (VF : Jessica Barrier) : Nell Jones

### Acteurs récurrents et invités
- Erik Palladino : Vostanik Sabatino
- Bar Paly : Anastasia « Anna » Kolcheck (Episode 15 & 18)
- Vyto Ruginis : Arkady Kolchek (Episode 18)

## Épisodes

### Épisode 1:Face-à-face
- États-Unis /  Canada : 29 septembre 2019 sur CBS / Global
- Suisse : 19 avril 2020 sur RTS Un
- Belgique : 6 janvier 2021 sur RTL-TVI
- France : 30 octobre 2021 sur M6

- États-Unis : 6,442 millions de téléspectateurs[2] (première diffusion)

- David James Elliott (Harmon Rabb Jr.)
- Catherine Bell (Sarah MacKenzie)
- Erik Palladino (Vostanik Sabatino)
- Medalion Rahimi (Agent spécial du NCIS Fatima Namazi)
- Gil Birmingham (Capitaine de la NAVY Steven Douglas)
- Alyssa Diaz (Agent spécial Jasmine Garcia)
- Natassia Halabi (Agent du Mossad Eliana Sapir)
- Ritesh Rajan (Prince Kamal)
- Don Wallace (Frank Wallace)
- Sara Amini (Laleh Ayari)
- Guy Wilson (Michael Skinner)
- Kolio Kolev (Muhammad Pliyev)
- Chad Yazawa (Officier quartier maître de première classe Nakagawa)
- Paris Benjamin (Alexandra Duvivier)
- Kenny Ellis (Noam Weiss)
- Andreas Beckett (Itay)

### Épisode 2:Une petite ruse
- États-Unis /  Canada : 6 octobre 2019 sur CBS / Global
- Suisse : 19 avril 2020 sur RTS Un
- Belgique : 6 janvier 2021 sur RTL-TVI
- France : 30 octobre 2021 sur M6

- États-Unis : 6,703 millions de téléspectateurs[2] (première diffusion)

- Bill Goldberg (Agent Lance Hamilton)
- Sara Visser (Karen St. Pierre)
- Natassia Halabi (Agent du Mossad Eliana Sapir)
- Cooper Andrews (Matt Saplou)
- Erik Soderbergh (Liam)
- Skye Roberts (Brenda)

### Épisode 3:MissionOld School
- États-Unis /  Canada : 13 octobre 2019 sur CBS / Global
- Suisse : 26 avril 2020 sur RTS Un
- Belgique : 13 janvier 2021 sur RTL-TVI
- France : 6 novembre 2021 sur M6

- États-Unis : 6,633 millions de téléspectateurs[2] (première diffusion)

- Gerald McRaney (Amiral Hollace Kilbride)
- Tony Mirrcandani (Vihaan Das)
- Omar Maskati (Adnan Das)
- Adam Kulbersh (David Conklin)
- Shom Kapila (Noor)
- Jessica Blackmore (Officier Jess Adams)

### Épisode 4:La Fièvre monte
- États-Unis /  Canada : 20 octobre 2019 sur CBS / Global
- Suisse : 26 avril 2020 sur RTS Un
- Belgique : 13 janvier 2021 sur RTL-TVI
- France : 6 novembre 2021 sur M6

- États-Unis : 6,401 millions de téléspectateurs[2] (première diffusion)

- Medalion Rahimi (Agent spécial du NCIS Fatima Namazi)
- Gil Birmingham (Capitaine de la NAVY Steven Douglas)
- Nadine Ellis (Lieutenant commandant Quinn)
- Wesam Keesh (Ehsan Navid)
- Lesley Fera (Colonel Sandra Kaufman)
- Kimberley Drummond (Jenny)
- A. Leslie Kies (Lieutenant Leslie Grant)
- Brett Davern (Officier quartier maître Stephen Lamb)

### Épisode 5:Le Cube
- États-Unis /  Canada : 27 octobre 2019 sur CBS / Global
- Suisse : 3 mai 2020 sur RTS Un
- Belgique : 20 janvier 2021 sur RTL-TVI
- France : 20 novembre 2021 sur M6

- États-Unis : 6,089 millions de téléspectateurs[2] (première diffusion)

- Joe Thornton Jr. (Agent de police Glen Northam)
- Dawn Noel (Agent de police Jessica Cole)
- Moon Bloodgood (Katherine Casillas)
- Nick Endres (Kim)
- Joanna Sotomura (Christina Ng)
- Luis E. Carazo (Luis Garcia)
- Mandy Levin (Détective Claire Taylor)
- Miki Ishikawa (Jean Chu)
- Cerina Vincent (Lucy Garcia)

### Épisode 6:Un plan brillantissime
- États-Unis /  Canada : 3 novembre 2019 sur CBS / Global
- Suisse : 3 mai 2020 sur RTS Un
- Belgique : 20 janvier 2021 sur RTL-TVI
- France : 20 novembre 2021 sur M6

- États-Unis : 5,709 millions de téléspectateurs[2] (première diffusion)

- Vinnie Jones (Rick Dorsey)
- Medalion Rahimi (Agent spécial du NCIS Fatima Namazi)
- Malese Jow (Jennifer Kim / Yujin Kyeon)
- Marc Crumpton (Albert Goshman)
- Miles Anderson (Brian Cooper)
- Joss Glennie-Smith (Michael Giger)
- Steve Valentine (Frankie Bolton)
- Simon Kim (Seok Nahng)
- Stephen Marcus (Andy Green)
- K. Harrison Sweeney (Micky)
- Adam Blake (Steve McMillian)
- Jessica Erin Martin (Angela Dorsey)
- Angus Benfield (Willie "Super Fat" Hollingsworth)

### Épisode 7:Concours d'élégance
- États-Unis /  Canada : 10 novembre 2019 sur CBS / Global
- Suisse : 10 mai 2020 sur RTS Un
- Belgique : 7 avril 2021 sur RTL-TVI
- France : 27 novembre 2021 sur M6

- États-Unis : 6,044 millions de téléspectateurs[2] (première diffusion)

- Moon Bloodgood (Katherine Casillas)
- Medalion Rahimi (Agent spécial du NCIS Fatima Namazi)
- Zach Zagoria (Zane Von Bohlen)
- Michael Drayer (Nick Moore)
- Grace Rowe (Docteur Michelle Maxwell)
- Paloma Rabinov (Katie)
- Sasha Neboga (Tarpena Joyce)
- George Janko (Juda Ayari)
- Christian Barillas (Franklin Shapiro)
- Craig Stepp (Kurt Hovorka)
- Martin Harris (Luka)

### Épisode 8:Ne pas se plaindre
- États-Unis /  Canada : 17 novembre 2019 sur CBS / Global
- Suisse : 10 mai 2020 sur RTS Un
- Belgique : 7 avril 2021 sur RTL-TVI
- France : 27 novembre 2021 sur M6

- États-Unis : 6,51 millions de téléspectateurs[2] (première diffusion)

- JoNell Kennedy (en) (Commandant de la NAVY Susan Yelton)
- Jeanne Sakata (en) (Martha De Leon)
- William J. Finley (Lieutenant de la NAVY Paul Tatum)
- George Steeves (Isaac)
- Adam Hollick (Marco Ruiz)
- Ken Davitian (Narek)
- David Paul Olsen (Tom Olsen)

### Épisode 9:Kill Beale
- États-Unis /  Canada : 24 novembre 2019 sur CBS / Global
- Suisse : 17 mai 2020 sur RTS Un
- Belgique : 14 avril 2021 sur RTL-TVI
- France : 4 décembre 2021 sur M6

- Samantha Chasse & R. Scott Gemmill

- États-Unis : 6,350 millions de téléspectateurs[2] (première diffusion)

- Anna Belknap (Robin Ip)
- Caleb Foote (Sean Reynolds)
- Jenson Cheng (Mark Chen)
- Chelsea Harris (Eloni)
- Mercy Malick (Officier de la SFPD - Nancy McGrath)
- Sir Brodie (Officier de la SFPD - Henry Looper)
- Yolanda Snowball (Officier de la SFPD - Agent d'accueil)
- Leah B. Kemerling (Officier de la SFPD)

La musique sur laquelle Eric danse à la fin de l'épisode est : Freak Flag de Southern Culture on the Skids.

### Épisode 10:Mère
- États-Unis /  Canada : 1er décembre 2019 sur CBS / Global
- Suisse : 17 mai 2020 sur RTS Un
- Belgique : 14 avril 2021 sur RTL-TVI
- France : 4 décembre 2021 sur M6

- États-Unis : 6,417 millions de téléspectateurs[2] (première diffusion)

- Carl Beukes (Akhos Laos)
- Nitya Vidyasagar (Natasha)
- Peter Jacobson (John Rogers)
- Todd Jeffries (Barrett Fimmel)
- Babar Peerzada (Oratile Wallace)
- Brian Leigh Smith (Aaron Roberts, Démineur)

### Épisode 11:Réponses
- États-Unis /  Canada : 8 décembre 2019 sur CBS / Global
- Suisse : 24 mai 2020 sur RTS Un
- Belgique : 21 avril 2021 sur RTL-TVI
- France : 4 décembre 2021 sur M6

- États-Unis : 6,424 millions de téléspectateurs[2] (première diffusion)

- Shane McMahon (Steve Evans)
- Arielle Vandenberg (Mara)
- Doren Sorell (Ethan Peretz)

### Épisode 12:Terrain balisé
- États-Unis /  Canada : 5 janvier 2020 sur CBS / Global
- Suisse : 24 mai 2020 sur RTS Un
- Belgique : 21 avril 2021 sur RTL-TVI
- France : 11 décembre 2021 sur M6

- États-Unis : 5,723 millions de téléspectateurs[2] (première diffusion)

- Dina Meyer (Veronica Stephens)
- Willem van der Vegt (Nick Bardia)
- Sarah Chaney (Agent de sécurité de l'hôtel)
- Martin Dorsla (Dr. Joseph Olonga)
- Aaron W Reed (Omar)
- Roman Mitichyan (Saudi)
- Tony von Halle (Lincoln)
- Jay Hector (Peter Sanders)

### Épisode 13:Du beau monde
- États-Unis /  Canada : 12 janvier 2020 sur CBS / Global
- Belgique : 28 avril 2021 sur RTL-TVI
- France : 11 décembre 2021 sur M6

### Épisode 14:Le Projet Dragonfly
- États-Unis /  Canada : 19 janvier 2020 sur CBS / Global
- Belgique : 28 avril 2021 sur RTL-TVI
- France : 18 décembre 2021 sur M6

### Épisode 15:Dette de sang
- États-Unis /  Canada : 26 janvier 2020 sur CBS / Global
- Belgique : 5 mai 2021 sur RTL-TVI
- France : 18 décembre 2021 sur M6

### Épisode 16:Embuscade
- États-Unis /  Canada : 2 février 2020 sur CBS / Global
- Belgique : 5 mai 2021 sur RTL-TVI
- France : 18 décembre 2021 sur M6

### Épisode 17:Veillez sur moi
- États-Unis /  Canada : 9 février 2020 sur CBS / Global
- Belgique : 12 mai 2021 sur RTL-TVI
- France : 1er janvier 2022 sur M6

### Épisode 18:OVNI
- États-Unis /  Canada : 16 février 2020 sur CBS / Global
- Belgique : 12 mai 2021 sur RTL-TVI
- France : 1er janvier 2022 sur M6

### Épisode 19:La Chance sourit aux audacieux
- États-Unis /  Canada : 23 février 2020 sur CBS / Global
- Belgique : 26 mai 2021 sur RTL-TVI
- France : 1er janvier 2022 sur M6

### Épisode 20:Incendiaire
- États-Unis /  Canada : 2 mars 2020 sur CBS / Global
- Belgique : 26 mai 2021 sur RTL-TVI
- France : 8 janvier 2022 sur M6

### Épisode 21:Sauver les justes
- États-Unis /  Canada : 9 mars 2020 sur CBS / Global
- Belgique : 2 juin 2021 sur RTL-TVI
- France : 8 janvier 2022 sur M6

### Épisode 22:Une journée paperasse
- États-Unis /  Canada : 16 mars 2020 sur CBS / Global
- Belgique : 2 juin 2021 sur RTL-TVI
- France : 8 janvier 2022 sur M6